# Angelo Bagnasco

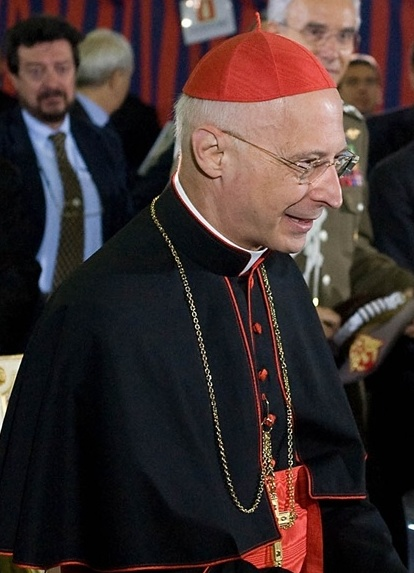
Angelo Bagnasco (2010)

Kardinalswappen

Angelo Kardinal Bagnasco (* 14. Januar 1943 in Pontevico, Provinz Brescia) ist ein italienischer Geistlicher und emeritierter römisch-katholischer Erzbischof von Genua. Von 2016 bis 2021 war er Vorsitzender des Rates der europäischen Bischofskonferenzen. Zuvor war Kardinal Bagnasco von 2007 bis 2017 auch Vorsitzender der Italienischen Bischofskonferenz.

## Leben
Angelo Bagnasco wurde 1943 als zweites Kind des Fabrikarbeiters Alfredo Bagnasco und dessen Frau Rosa in Pontevico geboren. Nach dem Umzug der Familie nach Genua besuchte er dort das Gymnasium und das klassische Lyzeum. Anschließend besuchte er das Erzbischöfliche Priesterseminar in Genua und empfing am 29. Juni 1966 im Lorenzdom von Genua durch Giuseppe Kardinal Siri das Sakrament der Priesterweihe. Anschließend war er bis 1985 Pfarrvikar der Pfarrei San Pietro e Santa Teresa del Bambino Gesù in Genua. Währenddessen absolvierte er sein Diplom in Philosophie an der Universität Genua und wurde 1980 Dozent für Metaphysik und zeitgenössischen Atheismus am Genueser Standort der Theologischen Fakultät von Norditalien. Diesen Lehrauftrag hatte er bis 1998 inne. Darüber hinaus war er von 1980 bis 1995 Diözesanassistent bei der Föderation katholischer italienischer Universitäten (Federazione Universitari Cattolici Italiani). Weiterhin war er von 1985 bis 1996 Leiter des Katechetischen Büros der Erzdiözese Genua und Liguriens sowie regionaler Beauftragter für die Schulpastoral und von 1986 bis 1994 Präsident und Dozent am Istituto Superiore di Scienze Religiose di Genova. Am 27. April 1987 verlieh ihm Papst Johannes Paul II. den Titel Kaplan Seiner Heiligkeit. Von 1990 bis 1996 war Bagnasco Direktor des Bildungsbüros des Erzbistums Genua, das die Aus- und Weiterbildung von Religionslehrern koordiniert, und von 1993 bis 1996 Direktor des diözesanen Werkes Apostolato Liturgico.
1995 wurde er zudem Bischofsvikar und Spiritual des erzbischöflichen Priesterseminars in Genua. Johannes Paul II. ernannte ihn am 3. Januar 1998 zum Bischof von Pesaro. Die Bischofsweihe spendete ihm der kurz darauf zum Kardinal ernannte Genoveser Erzbischof Dionigi Tettamanzi am 7. Februar 1998; Mitkonsekratoren waren Gaetano Michetti, emeritierter Bischof von Pesaro, und Giacomo Barabino, Bischof von Ventimiglia-Sanremo. Mit der Erhebung der Diözese Pesaro zum Erzbistum im Zuge der Neustrukturierung der italienischen Bistümer wurde Bagnasco am 11. März 2000 zu deren erstem Erzbischof erhoben. Am 20. Juni 2003 ernannte ihn Johannes Paul II. zum Militärerzbischof von Italien. Papst Benedikt XVI. berief Angelo Bagnasco am 29. August 2006 zum Nachfolger von Tarcisio Kardinal Bertone als Erzbischof von Genua, nachdem dieser mit Wirkung vom 15. September desselben Jahres das Amt des Kardinalstaatssekretärs an der römischen Kurie übernommen hatte. Die offizielle Amtseinführung Bagnascos war kurz darauf am 24. September 2006.
Am 7. März 2007 ernannte ihn Benedikt XVI. als Nachfolger von Camillo Kardinal Ruini zum Vorsitzenden der Italienischen Bischofskonferenz. Dieses Amt, in dem er 2012 bestätigt wurde, hatte er bis zum 24. Mai 2017 inne.
Am 24. November 2007 nahm ihn Benedikt XVI. als Kardinalpriester mit der Titelkirche Gran Madre di Dio in das Kardinalskollegium auf. Kardinal Bagnasco nahm am Konklave 2013 teil, nicht jedoch am Konklave 2025, da er zu diesem Zeitpunkt bereits das 80. Lebensjahr vollendet und somit das Recht zur Teilnahme an einer Papstwahl verloren hatte.
Am 8. Oktober 2016 wurde er zum Präsidenten des Rates der europäischen Bischofskonferenzen CCEE gewählt, dessen Vizepräsident er zuvor seit 2011 war. Seine Amtszeit lief bis 2021, sein Nachfolger wurde der Erzbischof von Vilnius Gintaras Linas Grušas.
Für die beim Einsturz des Polcevera-Viaduktes (Ponte Morandi) getöteten Opfer und ihre Angehörigen hielt Kardinal Bagnasco am 19. August 2018 in Genua in Anwesenheit von Staatspräsident Sergio Mattarella und Ministerpräsident Giuseppe Conte das Requiem und die Trauerpredigt.
Am 8. Mai 2020 nahm Papst Franziskus das von Angelo Bagnasco aus Altersgründen vorgebrachte Rücktrittsgesuch an.
Angelo Bagnasco zelebrierte am 5. September 2021 die Eröffnungsmesse zum 52. Eucharistischen Weltkongress am Heldenplatz in Budapest.
Angelo Bagnasco ist Ehren- und Devotions-Großkreuz-Bailli des Malteserordens sowie Großkreuz-Ritter des Ritterordens vom Heiligen Grab zu Jerusalem.

## Positionen

### Abtreibung
Bagnasco lehnt die Abtreibung, insbesondere durch Mifepriston streng ab.

### Recht auf Arbeit
Bagnasco bestätigte das Recht jedes Menschen auf Arbeit. Er meint zudem, dass die Flexibilität der Arbeitskraft zugunsten der Arbeitgeber beschränkt sein sollte.

### Kritik zur ablehnenden Haltung der Anerkennung von gleichgeschlechtlichen Paaren
2007 stand Bagnasco unter Kritik einiger liberaler Medien, von Intellektuellen (Dario Fo, Dacia Maraini u. a.) sowie von Politikern der damaligen Mitte-links-Regierung, da er ein in Italien geplantes Gesetz zur Anerkennung von Lebenspartnerschaften gleichgeschlechtlicher Paare mit der Erlaubnis zum Inzest und zur Pädophilie verglichen hat. Ein anonymer Brief an ihn mit einer Todesdrohung und einem Hakenkreuz wurde von Italiens Premierminister Romano Prodi, der selbst das geplante Gesetz befürwortet, als nicht tolerierbare Handlung verurteilt. Erzbischof Bagnasco, der seitdem unter Polizeischutz steht, hat am 9. Juni 2007 eine weitere Morddrohung erhalten. Über die Absender der Drohbriefe liegen keine genaueren Erkenntnisse vor – eine inhaftierte Terroristin der Roten Brigaden wurde verdächtigt, damit in Zusammenhang zu stehen.

### Silvio Berlusconi
Angelo Bagnasco forderte wie Bischof Domenico Mogavero im Juli 2009 Ministerpräsident Silvio Berlusconi aufgrund seines Lebenswandels öffentlich zum Rücktritt auf; er warnte vor „Männern, die in einem Delirium ihrer eigenen Großartigkeit ertrunken sind, die die Illusion der Allmacht hinterlassen und moralische Werte verdrehen“.

## Mitgliedschaften

### Mitgliedschaften in der Römischen Kurie
Angelo Kardinal Bagnasco ist Mitglied der folgenden Kongregationen und Kommissionen der römischen Kurie:
- Kongregation für die orientalischen Kirchen (seit 2008[17], bestätigt 2014[18])
- Kongregation für die Bischöfe (2008[17]–2013)
- Kongregation für den Gottesdienst und die Sakramentenordnung (seit 2008[17])